# Museo Interactivo Mirador

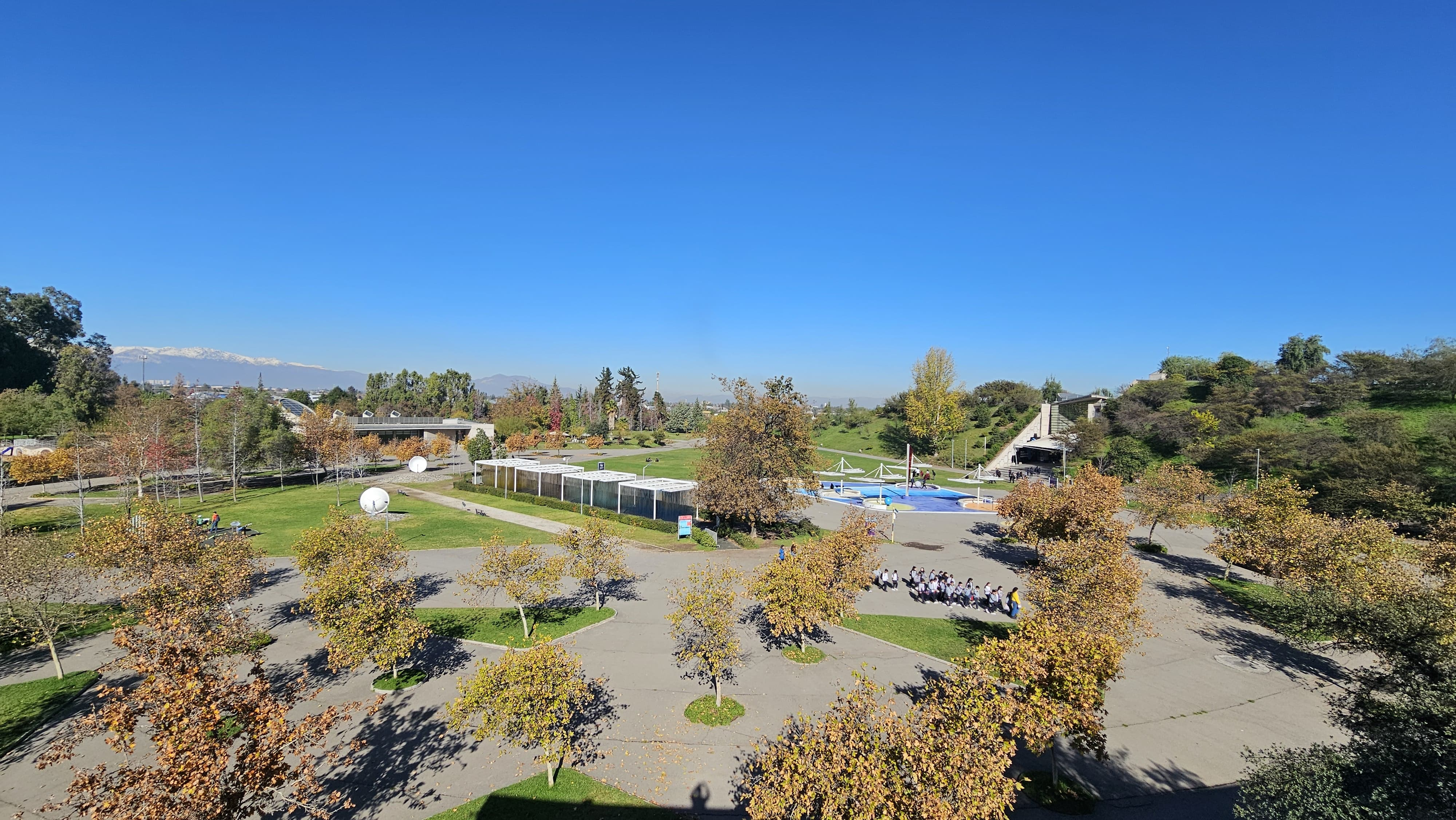
Vista del parque que rodea al mim

El Museo Interactivo Mirador (MIM) es un museo de artes, ciencias y naturaleza dedicado a las infancias e inaugurado en el año 2000 en la ciudad de Santiago, Chile. Es parte del Centro Interactivo de los Conocimientos, en el cual también se incuba el Museo Interactivo de la Astronomía, el Bosque Adriana Hoffman, el Laboratorio de los Alimentos, entre otras iniciativas que fomentan la formación, investigación, divulgación y conservación basadas en prácticas interdisciplinarias.
Está ubicado en la comuna de La Granja, y expande sus programas mediante itinerancias a diversas ciudades de Chile. El museo es uno de los principales proyectos de la Fundación Tiempos Nuevos, institución que nació bajó la coordinación sociocultural de la Presidencia, a cargo de la entonces primera dama. En 2022, luego de un proceso de transformación institucional liderado por Irina Karamanos, el museo y el Centro pasaron a depender del Ministerio de las Culturas, las Artes y el Patrimonio. Desde marzo de 2022, su director ejecutivo es el curador y realizador audiovisual Enrique Rivera Gallardo.
Su edificio de siete mil metros cuadrados en estilo brutalista, combina en su estructura acero, hormigón, madera de mañío, vidrio y cobre, y está emplazado en el Parque República de Brasil en la comuna de La Granja justo en el límite de esta última con las comunas de La Florida y San Joaquín, conformando un conjunto especialmente atractivo y adecuado para la expansión familiar. 

## Historia

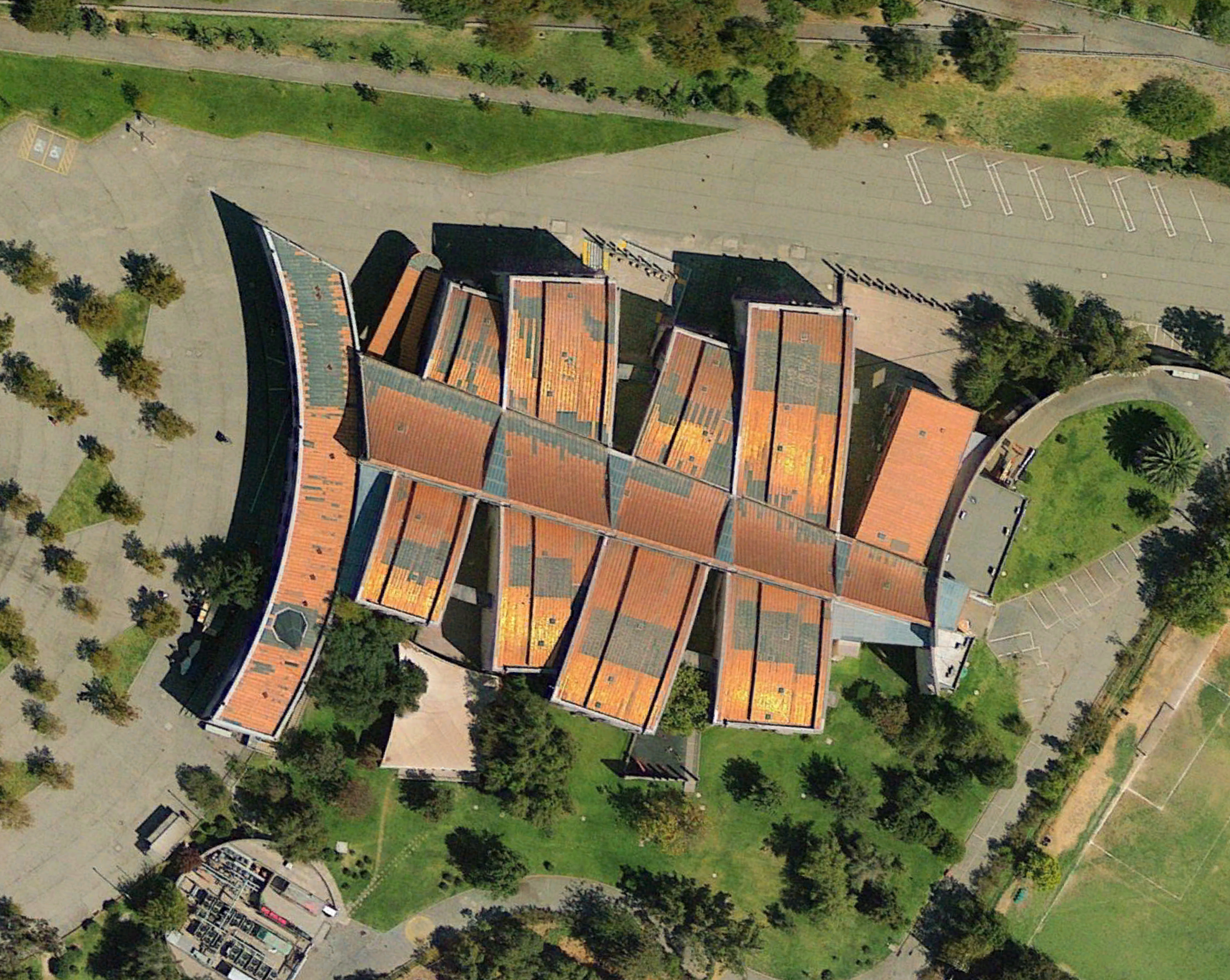
Vista aérea del Museo Interactivo Mirador

En 1995, la entonces primera dama Marta Larraechea creó la Fundación Tiempos Nuevos, orientada al desarrollo, investigación y difusión de manifestaciones artísticas y culturales en cuyo marco fue ideado el primer museo interactivo de acercamiento a la cultura científica del país. Esta misión fue encomendada a la gestora e intelectual María Luisa Pérez, quien conceptualizó sus primeros objetivos, en los cuales participaron el científico Luis Huerta, los diseñadores Alberto Dittborn y Bernardita Brancolli, entre otros profesionales.  
Fue inaugurado el 4 de marzo de 2000, durante el mandato del presidente Eduardo Frei Ruiz-Tagle, constituyéndose en un referente de los museos de cultura científica en América Latina.

## Infraestructura

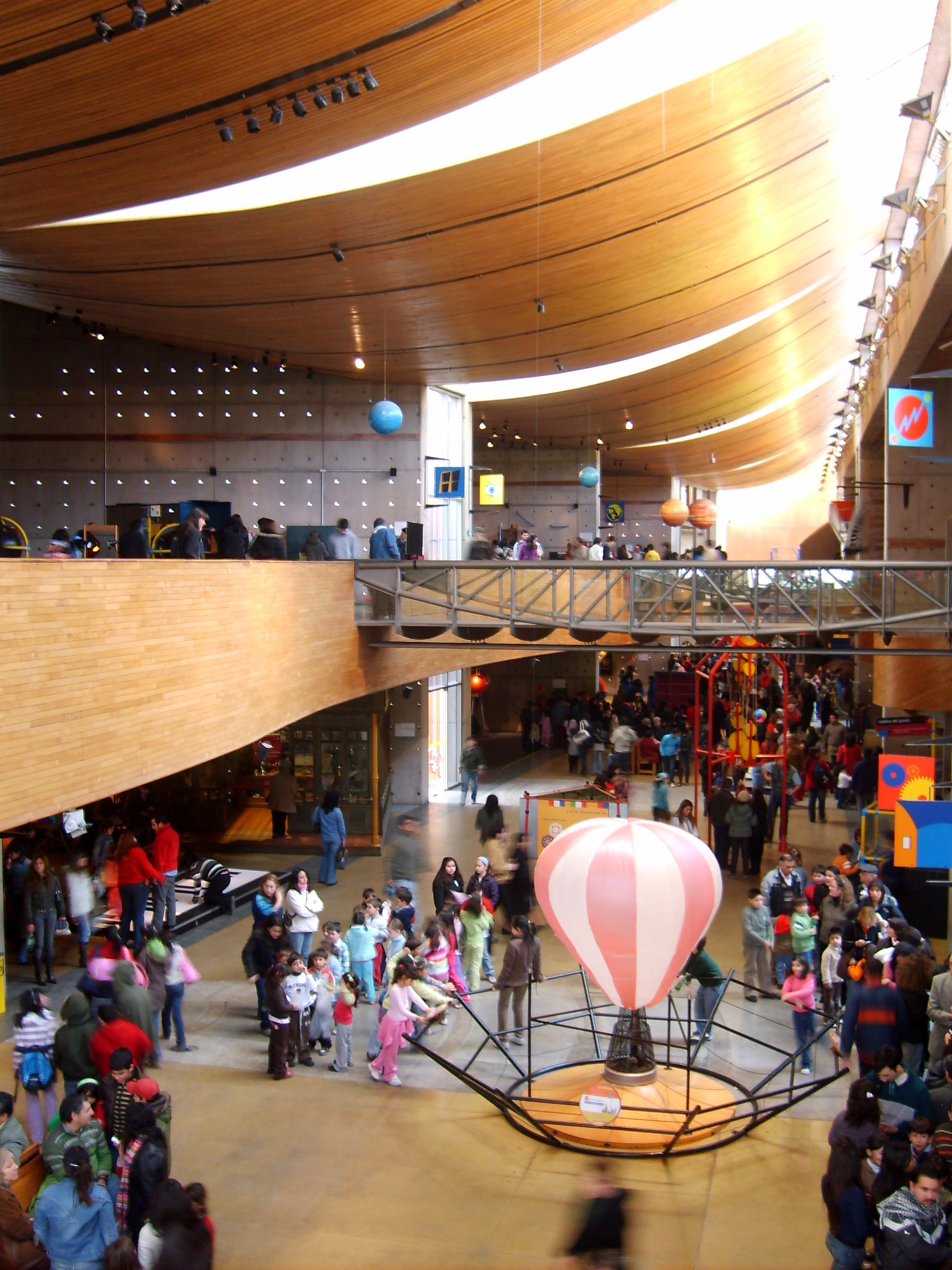
Interior del museo.

El Centro interactivo de los conocimientos se ubica en un parque de 16 hectáreas cuenta con amplios espacios y un entorno natural privilegiado, que contiene a numerosas especies nativas. El Plan Maestro y los edificios de servicios, oficinas, Museo interactivo de la astronomía y restaurantes fueron diseñados por el arquitecto Gonzalo Mardones Viviani, quien resultó ganador del concurso de arquitectura convocado por la Fundación Tiempos Nuevos.
El edificio central del museo tiene 7000 m² y en construcción combina armónicamente hormigón, madera, cristal y cobre. El diseño del edificio se configura a partir de un gran eje de 12 metros de alto y 180 metros de largo que va de norte a sur, cruzado por seis módulos transversales. Cuenta con más de 350 módulos interactivos que invitan a experimentar fenómenos científicos y a interesarse por descubrir y aprender. Su recorrido no tiene un trazado fijo, se descubre como en un laberinto hasta aparecer como un todo de gran magnitud. El diseño pertenece al arquitecto Juan Ignacio Baixas y el año 2000 fue reconocido con el Premio al mejor proyecto de arquitectura en la Bienal de Arquitectura y Urbanismo de Chile y, en 2005 obtuvo una distinción especial en la Bienal Panamericana de Arquitectura de Quito.
El edificio secundario, corresponde al Museo Interactivo de Astronomía, este edificio de 1000 m² es la exposición más grande de astronomía en Latinoamérica. Cuenta con 2 pisos y más de 15 módulos que invitan a que niños y adultos aprendan acerca de Astronomía.
Antiguamente este mismo edifico se encontraba el Aquarium Santiago.
El edificio que alberga el taller de la creación fue diseñado por el arquitecto Martín Hurtado.

### Salas y exhibiciones[4]
- Sala Teatrito
- Sala Asombro
- Sala Mecanismos
- Sala Burbujas
- Sala Fluidos
- Sala Fungi
- Sala Tierra
- Sala Microvida
- Neurozona
- Sala Luz
- Sala Energía
- Sala Percepción
- Sala Electromagnetismo
- Sala Matemáticas y Programación
- Sala Yo Exploro
- Sala Arte Ciencia